# Banuka bint al-Mahdi
Banuka bint al-Mahdi (arabisch البانوكة بنت المهدي, DMG al-Bānūka bt. al-Mahdī, geb. um 766, gest. um 782) war eine Abbasiden-Prinzessin und Tochter des Abbasiden-Kalifen al-Mahdi und seiner einflussreichen Gattin al-Chaizuran.

## Biografie
Familie
Banuka bint al-Mahdi war das jüngste Kind und die einzige Tochter des Abbasiden-Kalifen al-Mahdi (um 744–785, reg 775–785) mit al-Chaizuran, einer Sklavin, die al-Mahdi 775 freiließ und heiratete. Ihre drei älteren Brüder waren die beiden späteren Kalifen al-Hadi (um 764–786, reg. 785–786) und Harun al-Raschid (766–809, reg. 786–809) und Isa ibn al-Mahdi.
Leben
In den historisch-arabischen Quellen wird sie als schöne, brünette junge Frau beschrieben. Sie besaß einen eigenen Palast in Bagdad. Ihr Vater nahm sie auf Reisen mit, bei denen er um dem Gerede der Leute zu entgehen, sie als Mann verkleidete. Dabei trug sie Mantel, Schwert und Turban. Die arabische Überlieferung schildert, dass bei einem Besuch in Basra Banukas Tarnung aufgrund ihrer schwellenden Brüste aufflog.
Frühes Ableben und Ehrung
Banuka starb bereits im Alter von 16 Jahren. Ihr Vater trauerte derart um sie, dass er das Volk aufforderte, ihm sein Beileid auszusprechen, das in großer Zahl kam. Von den geistlichen Würdenträgern und Literaten wurde dies im Nachhinein kritisiert, da es als gesellschaftlich unangemessen angesehen wurde, einer Frau solche Ehrung zuteilwerden zu lassen, die zudem auch noch die Tochter einer früheren Sklavin war. Al-Mahdi setzte sich über diese gesellschaftliche Konvention hinweg, wie er sich auch bereits über die Konvention hinweggesetzt hatte, dass der Sohn einer Sklavin von der Thronfolge ausgeschlossen war. Im Jahr 775 hatte er al-Chaizurans ersten Sohn al-Hadi zum Nachfolger ernannt.
Banuka war das erste Mitglied der Abbasiden, das auf dem Friedhof in Rusafa begraben wurde. Nachdem ihre Mutter al-Chaizuran dort ebenfalls begraben wurde, wurde der Friedhof als al-Chaizuran-Friedhof bekannt.

## Wissenswertes
Der Name Banuka bedeutet übersetzt etwa "kleine Herrin / Dame".

## Rezeption
In der klassisch-arabischen Literatur findet Banuka bint al-Mahdi unter anderem Erwähnung in at-Tabaris (839–923) monumentalen Geschichtswerk Taʾrīḫ aṭ-Ṭabarī – Taʾrīḫ ar-Rusūl wa-l-Mulūk, im Kitab al-Aghani von al-Isfahani (897–967), in Ibn al-Athirs (1160–1233) Geschichtswerk al-Kāmil fī ʾt-tarīch und bei Ibn Challikan (1211–1282).